# Kamimuria longispina
Kamimuria longispina és una espècie d'insecte pertanyent a la família dels pèrlids que es troba a Àsia: la Xina.